# 239 км (зупинний пункт)
239 км — пасажирський залізничний зупинний пункт Дніпровської дирекції Придніпровської залізниці на електрифікованій лінії Синельникове II — Чаплине між станціями Синельникове II (3 км) та Вишнівецьке (8 км). Розташований біля села Парне Синельниківського району Дніпропетровської області.

## Пасажирське сполучення
На платформі 239 км зупиняються приміські електропоїзди Синельниківського та Чаплинського напрямків.